# Handelsweg

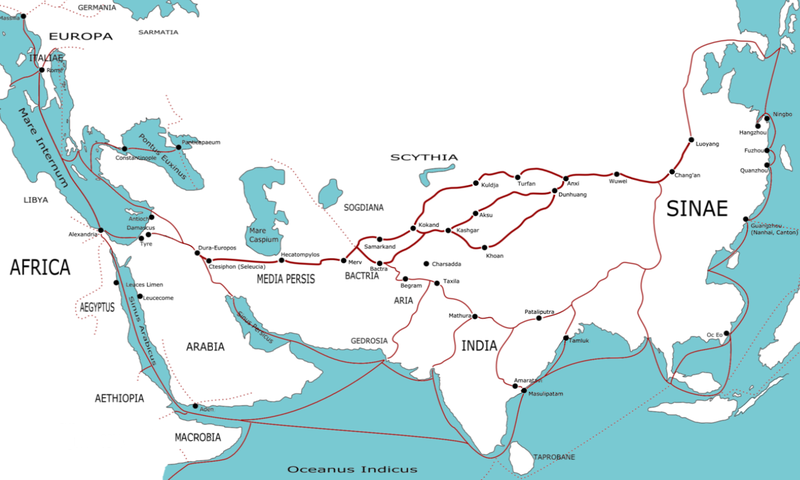
Das Netz der „alten“, antiken Seidenstraße (1. Jahrhundert, Bezeichnungen altlateinisch)

Karte der sechs Landkorridore (schwarz) und der Maritime Silk Road (blau) des Projekts
One Belt, One Road (OBOR)
Rot: Volksrepublik China,
Orange: Mitglieder der AIIB

Im- und Exporte der USA (2012)

Ein Handelsweg (auch „Handelsroute“) ist ein Transportweg für Handelswaren. Handelsrouten sind Bestandteile der Wirtschaftsgeografie, bestehen teils seit Menschengedenken, so etwa wurden sie schon zur Bronzezeit und besonders seit der Antike bedeutsam nicht nur für den regionalen Handel (→ Altstraßen). Im Mittelalter (11. bis 12. Jahrhundert) existierte z. B. in der nördlichen Hemisphäre ein ausgedehntes und ausgeprägtes Netz von Handelsrouten von der Ostküste Chinas bis nach England, Irland, Skandinavien, Spanien, zur Westküste Nord- und der Ostküste Afrikas, zur Sibirischen See wie nach Indien und Indonesien usw.
Die internationalen, teils interkontinentalen Netzwerke sind ein Grundstein für die Globalisierung der Wirtschaft. Sie sind und waren Grundlage für Austausch, Begegnung, Diffusion und Migration zwischen Personen, Nationen, Wörtern und Sprachen, Völkern und Kulturen, Religionen und Weltanschauungen, für den Austausch politischer und wissenschaftlicher Ideen, Erkenntnisse und Haltungen sowie Ausbreitungs- und Entwicklungswege für Krankheiten und Tier- und Pflanzenarten. Ihre Übergänge über Staats- und andere Gebietsgrenzen sind und waren Anlässe für Grenz- und Zollstationen mit der Erhebung entsprechender Gebühren als „Eintrittspreis“. Daneben wurde und wird Wegzoll als „Passiergebühr“ erhoben, der – auch unter der Bezeichnung Maut bekannt – dem Bau und Unterhalt des Weges dient. Die Organisation der Transporte wird unter Logistik zusammengefasst.

## Handelswege nach Verkehrsarten

### Straßen

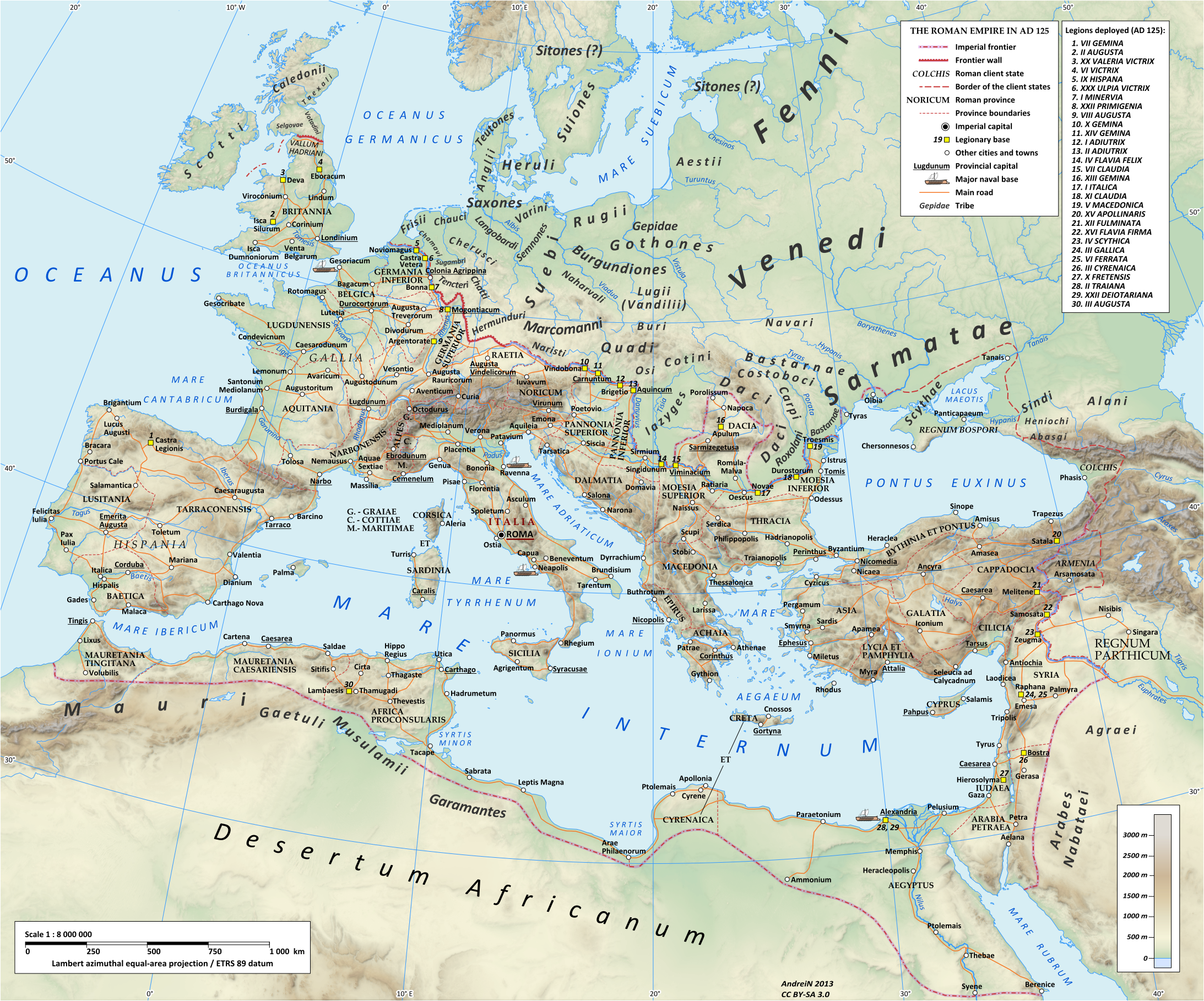
Straßennetz des römischen Reiches (orange, ca. 125 n. Chr.)

Handelsstraße bezeichnet Landrouten für Landfahrzeuge wie Gespanne, Lastkraftwagen, Güterzüge. Der Schwerpunkt des Begriffs liegt auf „Handel“ und sagt nichts über Qualität und Ausbauzustand der benutzten Routen aus. Entscheidend sind Bekanntheit, Nutzungshäufigkeit und Namensgebung. In der Regel waren Handelsstraßen unbefestigte Fahrwege, im Römischen Reich baute man sie mit grob behauenen Steinen teilweise zu Verkehrswegen (→ Römerstraße, Via Appia) aus, die mit heutigen Straßen vergleichbar sind. Die Trassen folgten meist den Wasserscheiden, entweder auf dem jeweiligen Gebirgs- oder Hügelkamm oder hangparallel. War eine Spur ausgefahren, fuhr man daneben oder verlegte die Spur um wenige bis hunderte Meter seitwärts, so dass alte Straßen von oben betrachtet oft wie mäandernde Flüsse aussehen. Der (Waren)verkehr erfolgte meist mit Lasttieren oder mit hölzernen Wagen, die mit Zugtieren bespannt waren (meist Ochsen, da Pferde zu kostbar waren). Als Handelsstraße gelten auch die Saumpfade, die in unwegsamen Gebirgslandschaften eingerichtet wurden. Wasserhindernisse wurden häufig in Furten überwunden. Unter entsprechenden klimatischen Umständen oder Jahreszeiten werden auch eisbedeckte Gewässer zu Handelsrouten.
Da die mittelalterlichen Handelswege alle unbefestigt waren (Naturwege), gab es an den Fahrzeugen oft Rad- und Achsenbrüche. Gemäß dem damaligen Gewohnheitsrecht wurden alle Güter, die zu Boden fielen, Eigentum der jeweiligen Grundherrschaft. Rad- und Achsenbrüche waren somit eine gute Einnahmequelle. Die Fuhrleute hatten daher stets Ersatzräder und -achsen dabei. Am Unterhalt oder gar Ausbau der Wege hatte niemand Interesse. Manche Grundherren sollen sogar die Wege entsprechend präpariert haben, damit die Handelswagen umkippten.
An Kreuzungspunkten, Brücken, Furten oder in Oasen sind oft die Wurzeln für Stadt- bzw. Siedlungsgründungen zu finden. Ebenso spielten im Netz der Handelsstraßen Infrastruktur- und Versorgungseinrichtungen für die Transporteure eine bedeutende Rolle: Hierzu zählen Ausspannen der Zug- und Lastentiere, Karawansereien (im Orient), Gasthöfe, Chausseehäuser und später Poststationen. Sie boten sichere Übernachtungsmöglichkeiten, die Versorgung mit Speisen und Getränken, kurze Erholung von Strapazen und Möglichkeiten, die Zug- und Reittiere auszuwechseln und zu nähren.
Weltweit längste und vielleicht bekannteste Handelsstraße ist u. U. die Seidenstraße. In Europa entstanden aus den Handelswegen die späteren befestigten Landstraßen. In Deutschland folgen fast alle einstelligen Nummern der Bundesstraßen im groben Verlauf wichtigen alten Handelsrouten, z. B. die Bundesstraße 1 auf einer Teilstrecke dem Westfälischen Hellweg und die Bundesstraße 2 fast vollständig der Via Imperii.

#### Beispiele
- Altstraße

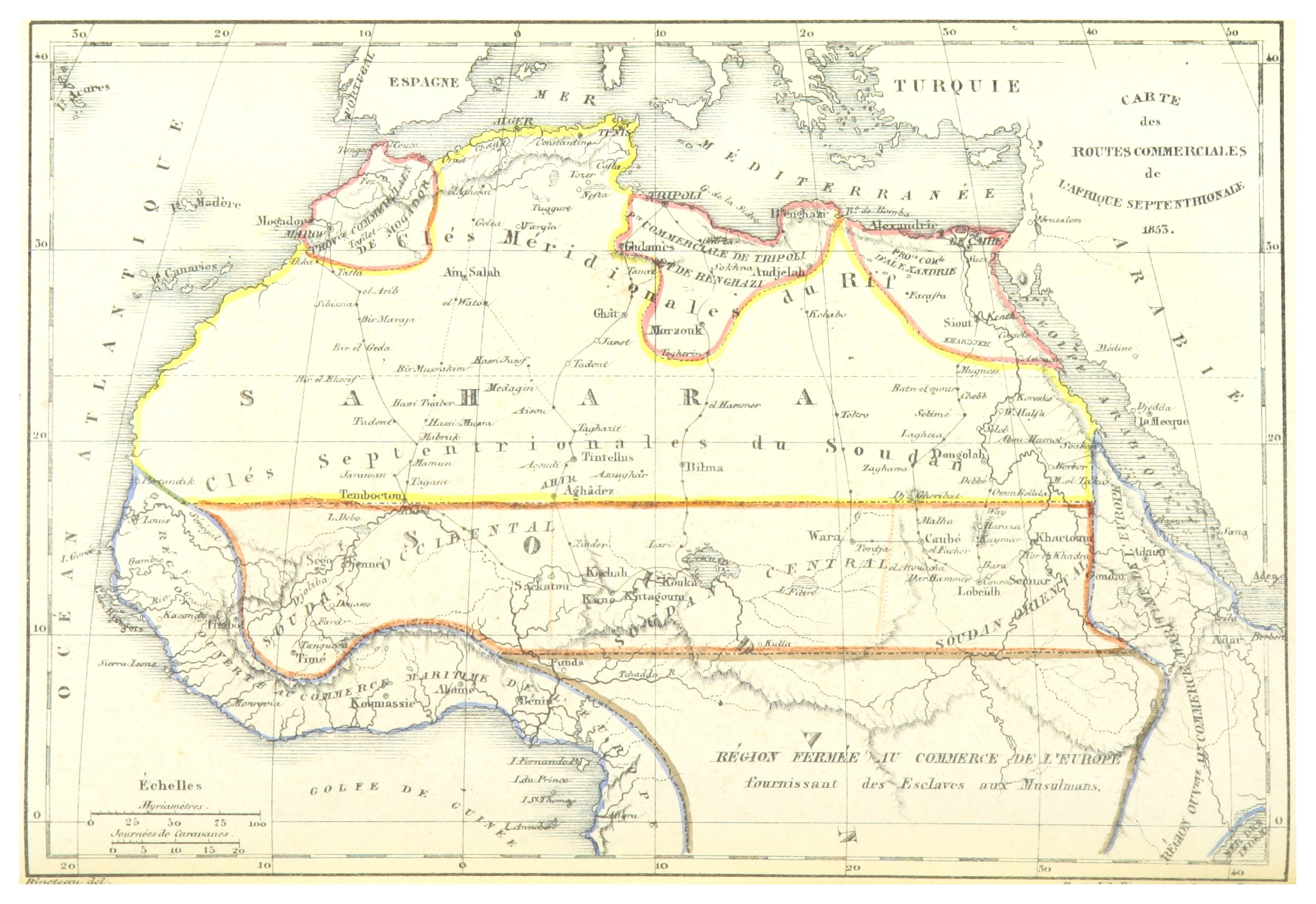
Handelsrouten im nördlichen Afrika auf einer Karte von 1853

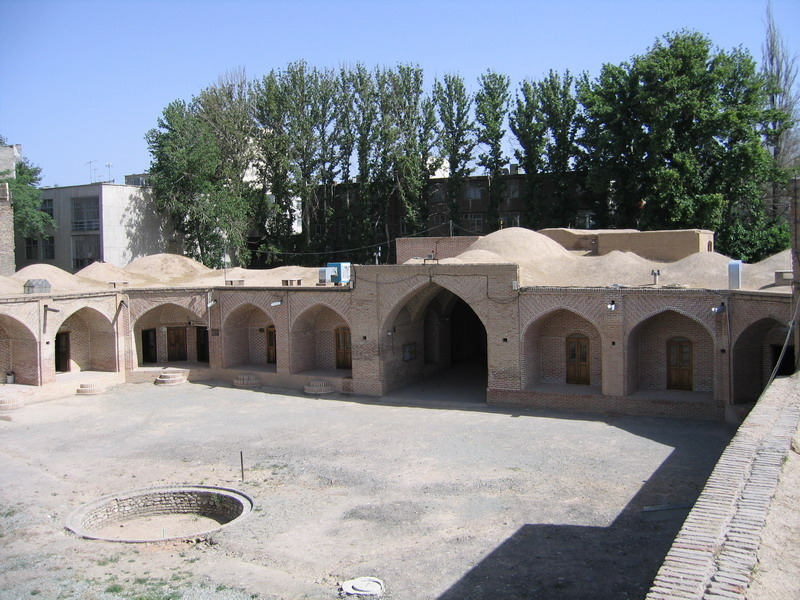
Karawanserei in Karaj (aus safawidischer Zeit, heute Iran)

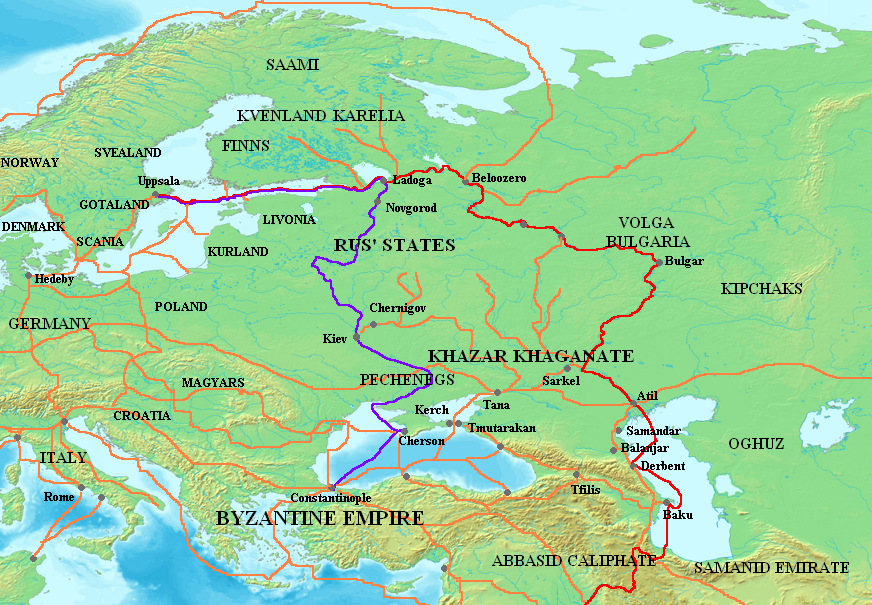
Handelswege der Waräger,
blau: Routen nach Byzanz
rot: Wolga-Handelsweg
orange: weitere Handelsrouten

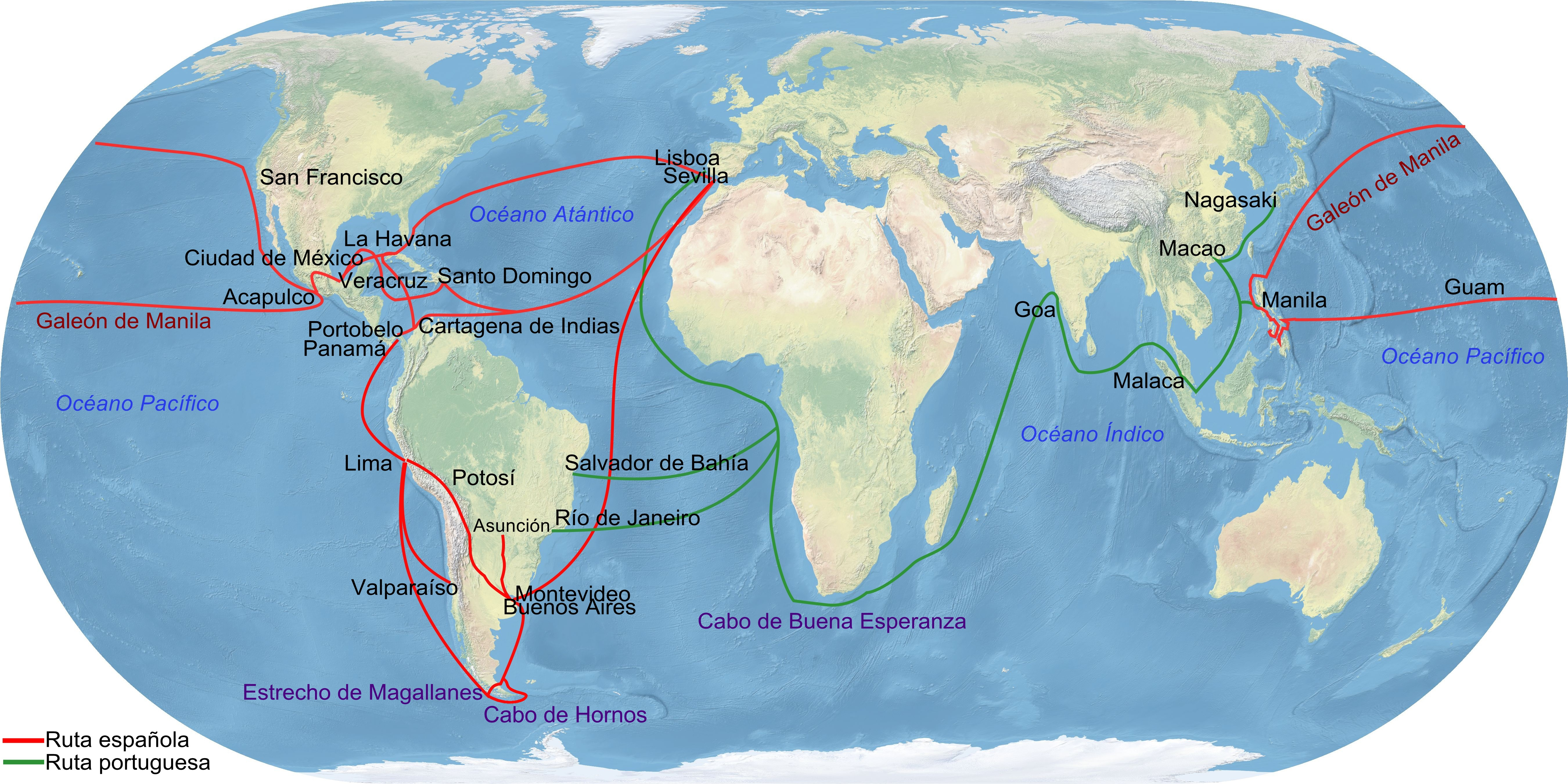
Haupthandelsrouten des spanischen und portugiesischen Kolonialreichs

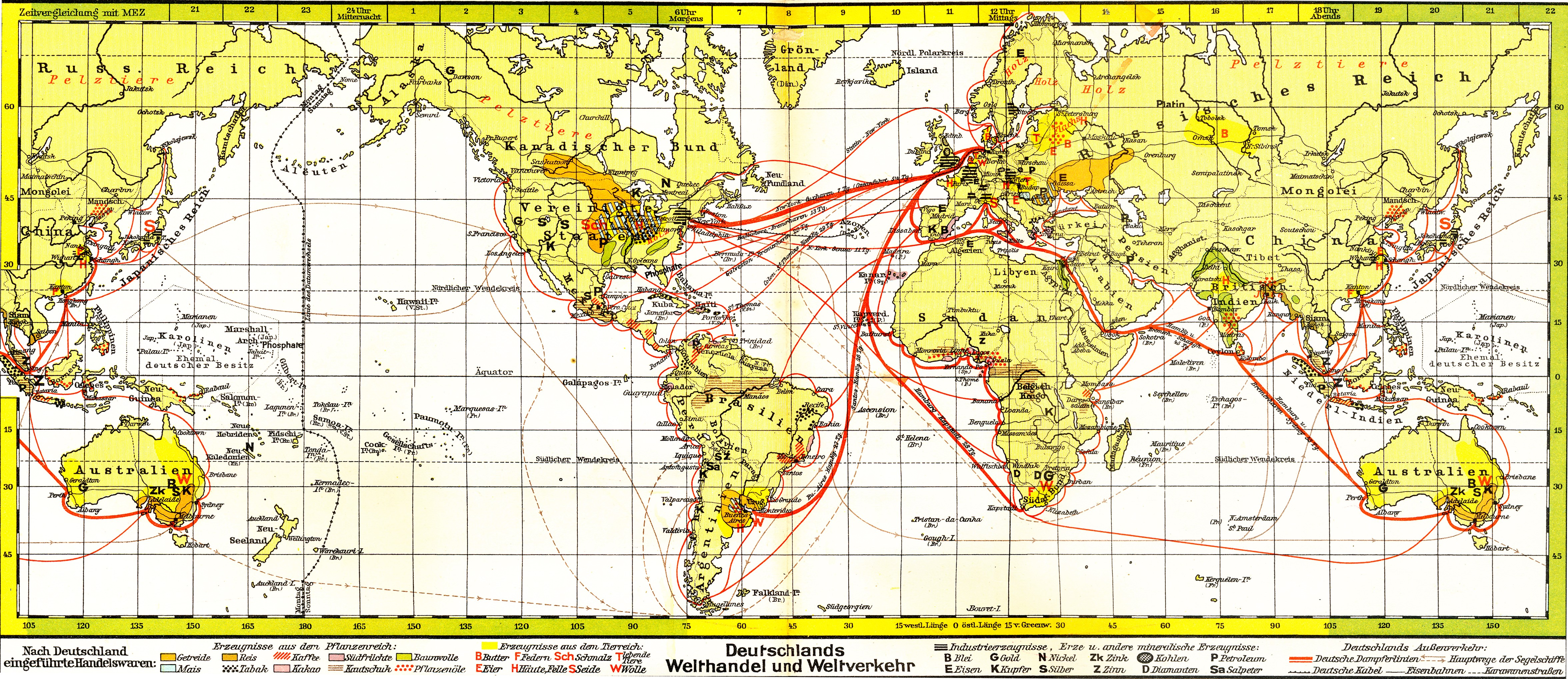
Handels- und Verkehrsrouten Deutschlands zur See zum Rest der Welt (1930, Lange-Diercke, Sächsischer Schulatlas)

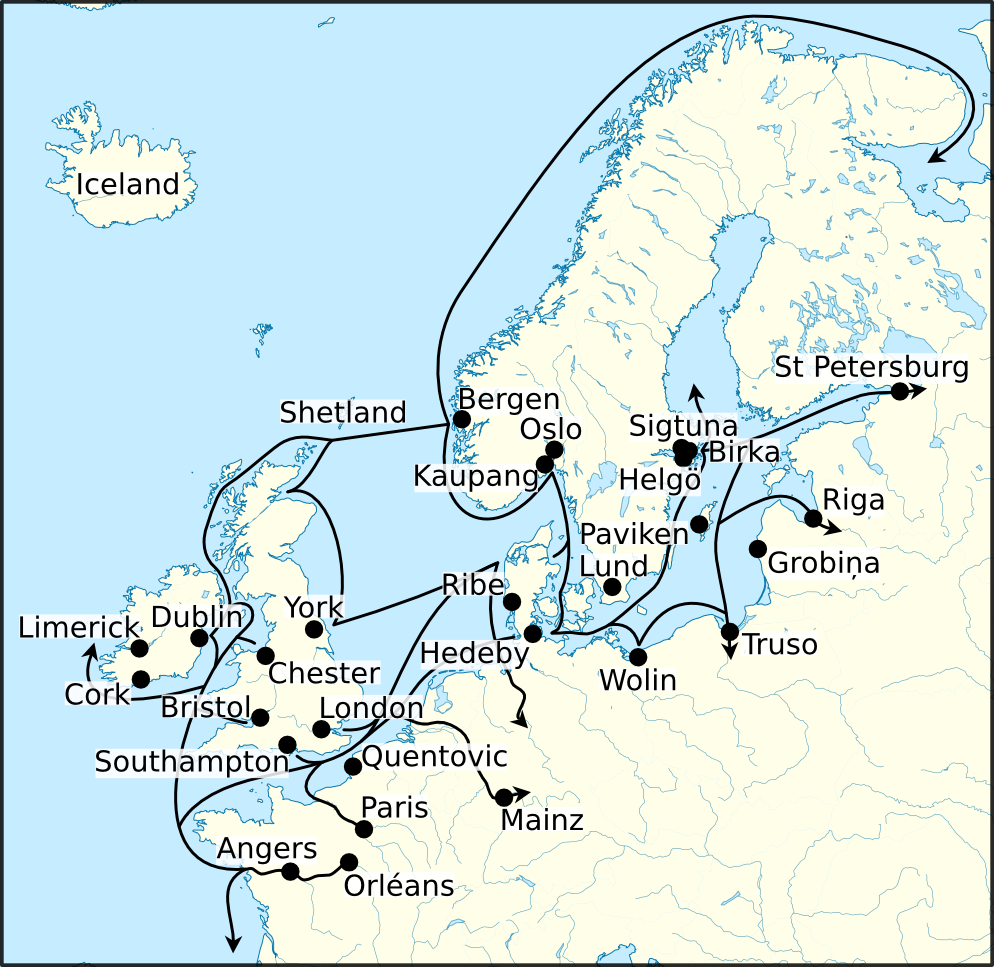
Schiffsrouten der Wikinger in Nordeuropa

- Bernsteinstraße (seit der Bronzezeit verschiedene Routen für den Bernsteinhandel von der Ost-/Nordsee zu den Alpenländern)
- Bhor Ghat
- Burgunderstraße
- Chilkoot Pass
- Dalton Trail
- Dsungarische Pforte, Talebene und Gebirgspass auf der Grenze zwischen Ost-Kasachstan und Nordwest-China
- Goldener Steig
- Grand Trunk Road (verbindet seit Jahrhunderten Peschawar mit Dhaka)
- Haines Highway
- Hellweg
- Kaltag Portage
- Karawanenstraßen
- Neue eurasische Kontinentalbrücke
- Ochsenweg (auch „Heerweg“, auf der Kimbrischen Halbinsel, zwischen Deutschland (Hamburg/Elbe) und Dänemark (Viborg), während der Bronzezeit)
- Old Spanish Trail
- Reichsstraße (Mittelalter)
- Salzkarawanen in der Sahara
- Salzstraße(n)
- Santa Fe Trail
- Seidenstraße (zwischen Ostasien und Mittelmeerraum, entstanden ca. 5. Jahrhundert v. Chr.)
- Silk Road Economic Belt (Seidenstraßen-Wirtschaftsgürtel)
- Teestraße (Handelsroute für Tee aus China in das heutige Russland)
- Teeroute (für den Handel mit verschiedenen Tees aus China und angrenzenden Gebieten, hier insbesondere die
  - Tee-Pferde-Straße (chinesischer Tee ↔ tibetische Pferde))
- Trans-Asian Railway
- Trans-Eurasia-Express
- Trans-Kalahari-Highway („Eiserne Seidenstraße“)
- Via Engadina
- Via Imperii
- Via Publica
- Via Regia
- Weihrauchstraße (zwischen Ägypten und Arabien sowie Indien, etablierte sich um das 18. Jahrhundert v. Chr.)

Das neuzeitliche Projekt der Neuen Seidenstraße (offiziell chinesisch 一帶一路 / 一带一路, Pinyin Yídài Yílù, englisch Belt and Road Initiative – „Ein Band, Eine Straße“) oder Silk Road Economic Belt („Seidenstraßen-Wirtschaftsgürtel“, 絲綢之路經濟帶 / 丝绸之路经济带,  Sīchóuzhīlù Jīngjìdài) bündelt seit 2013 die chinesischen Ziele zum Aufbau eines Verkehrsarten- und Kontinent-übergreifenden Infrastruktur-Handels- und Transportnetzes zwischen China und weiteren Ländern Asiens sowie Europa und einigen Ländern Afrikas.

### Zu Wasser
Wasserstraßen sind mit Wasserfahrzeugen befahrene Routen auf Binnengewässern, hier sind wohl u. a. alle größeren Flüsse bzw. die Ströme aller Kontinente zu nennen, z. B. Amazonas, Elbe, Kongo, Nil, Mississippi, Rhein, Wolga usw., außerdem im Einzelnen z. B.:
- Muskingum River
- Weg von den Warägern zu den Griechen

### Seewege
Seewege meint hier mit z. B. Frachtschiffen befahrene Handelsrouten auf Meeren, z. B.:
- Maritime Silk Road („maritime Seidenstrasse“)
- Um die polare Eiskappe der Arktis am Nordpol herum: Nordwestpassage, Nordostpassage
- Seeweg nach Indien (siehe auch Indienhandel)

### Luftstraßen
Luftstraßen meint hier Flugrouten von Frachtflugzeugen.